# Lahnstein
Lahnstein é uma cidade da Alemanha localizado no distrito de Rhein-Lahn, estado da Renânia-Palatinado.